# Diftamid
Diftamid je modifikovana histidinska aminokiselina prisutna u eukariotiskom elongacionom faktoru 2 (eEF-2).
On se obično nalazi u poziciji H715 sisarskog eEF-2 (H699 kod kvasca). Ovaj ostatak modifikuje protein kodiran OVCA1 genom (njegov homolog kod miševa je DPH1). DPH1 nokaut miševi ne mogu da opstanu, dok heterozigoti razvijaju razne tipove karcinoma i sarkoma. Kod ljudi, OVCA1 je često mutiran kod raka jajnika. Do gubitka heterozigoznosti dolazi kod 50% benignih tumora, i 90% tumora jajnika.
Diftamid se ADP-ribozilira posredstvom difteričnog toksina, po čemu je dobio ime. Ova promena inaktivira elongacioni faktor.